# Castianeira cecchii
Castianeira cecchii är en spindelart som först beskrevs av Pietro Pavesi 1883.  Castianeira cecchii ingår i släktet Castianeira och familjen flinkspindlar. Inga underarter finns listade.